# Acacia alata

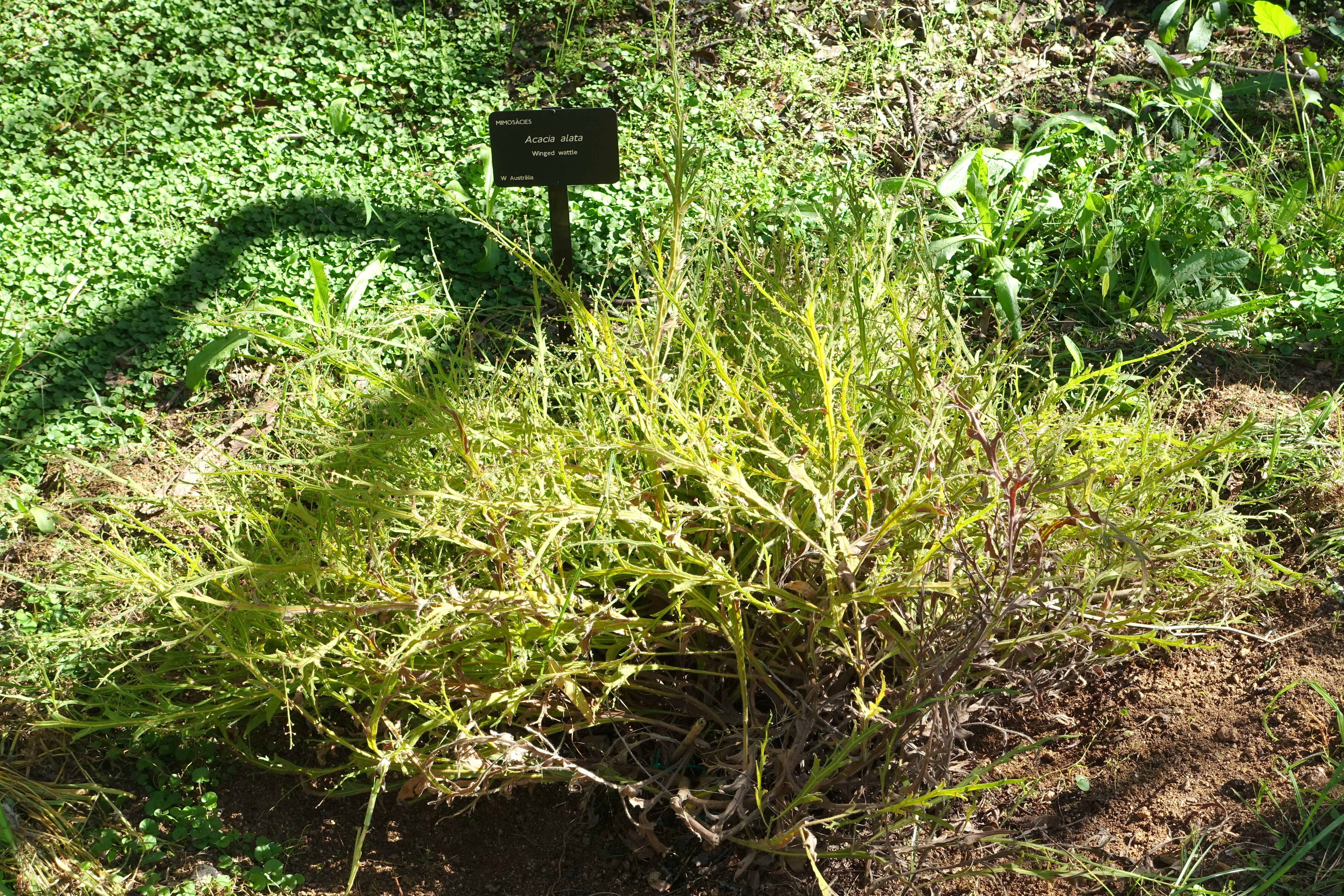
A. alata habit

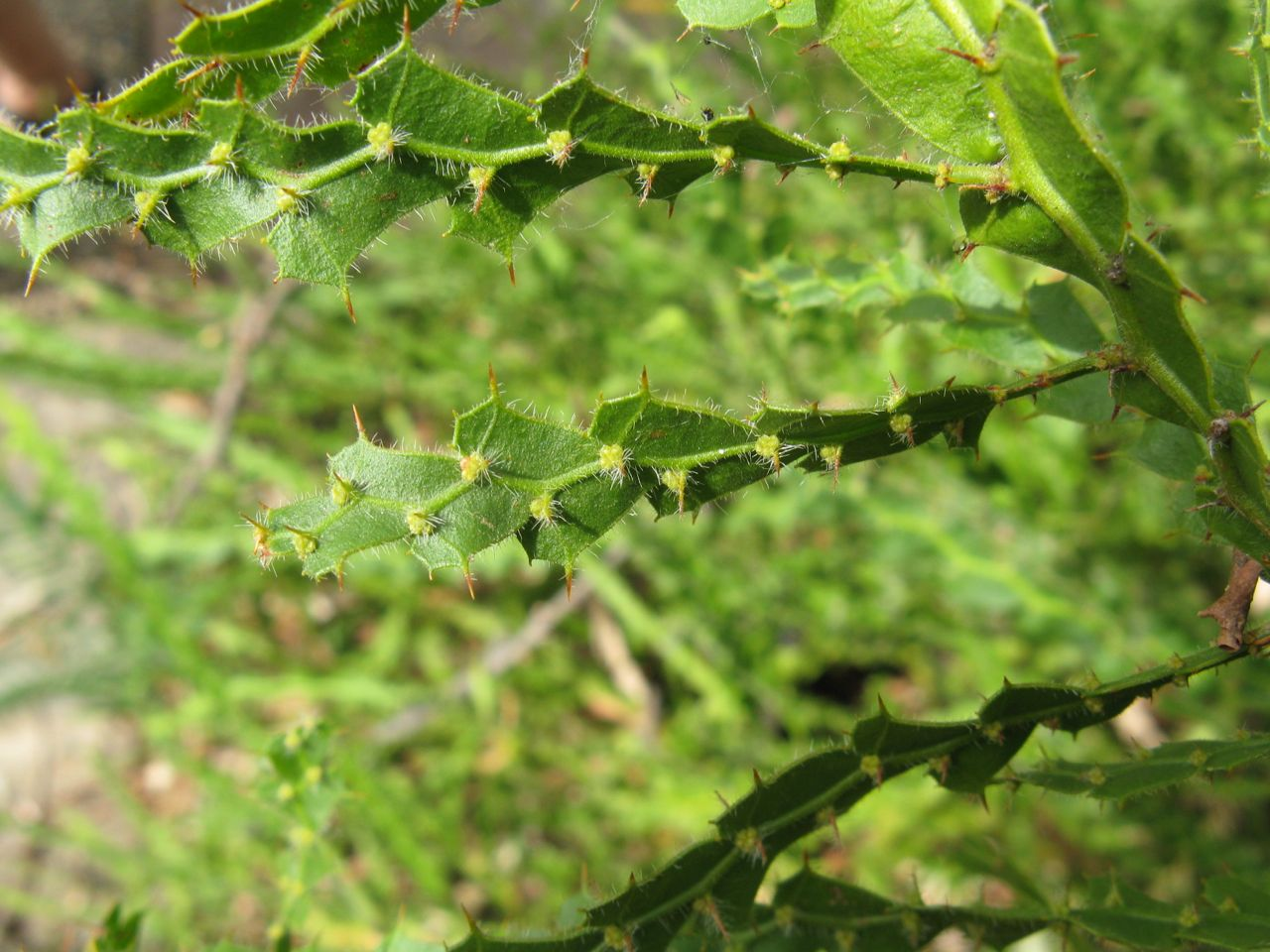
Folhas de A. alata

Acacia alata é uma espécie de leguminosa do gênero Acacia, pertencente à família Fabaceae.